# Tripseuxoa deeringi
Tripseuxoa deeringi là một loài bướm đêm trong họ Noctuidae.